# Blamada rubripronota
Blamada rubripronota – gatunek chrząszcza z rodziny kózkowatych i podrodziny zgrzypikowych. Jedyny przedstawiciel rodzaju Blamada.

## Zasięg występowania
Gatunek ten występuje w Azji Południowo-Wschodniej, notowany w południowych Chinach (region Kuangsi), Laosie (Prowincja Houaphan) oraz Wietnamie (Prowincja Vĩnh Phúc).